# Lauwerzeemolenpolder
De Lauwerzeemolenpolder is een voormalig waterschap (molenpolder) in de Nederlandse provincie Groningen.
De polder was gelegen ten noordwesten van Ulrum. Het schap is ontstaan door de samenvoeging van de Torringa's polder (bedijkt in 1837/38), de Vierhuisterpolder (bedijkt in gedeelten in het begin van de 18e eeuw, in 1770 en in 1807), de Hornhuisterpolder (bedijkt in 1806) en de Westpolder (bedijkt in 1875). Van dit laatste schap nam het alleen de afwateringstaak over.
Het schap werd in het noordwesten begrensd door de toenmalige zeedijk, in het noordoosten door een opdijk, en in het zuidoosten door de Oude dijk. Het schap loosde zijn water door de twee spuisluizen die in beheer bij het waterschap Westpolder waren. Alleen de zuidelijke is nog intact. 
Waterstaatkundig gezien ligt het gebied sinds 1995 binnen dat van het waterschap Noorderzijlvest.